# Star Trek: Lower Decks
Star Trek: Lower Decks és una sèrie de televisió estatunidenca d'animació per adults de ciència-ficció creada per Mike McMahan per al servei de streaming CBS All Access (més tard rebatejat com a Paramount+). És la novena sèrie de Star Trek i va debutar el 2020 com a part de l'Univers Star Trek del productor executiu Alex Kurtzman. La primera sèrie animada de la franquícia des que Star Trek: La sèrie animada va concloure el 1974, i també la seva primera comèdia, Lower Decks segueix la tripulació de suport de baix rang de la nau estel·lar Cerritos al segle XXIV.
Tawny Newsome, Jack Quaid, Noël Wells i Eugene Cordero posen veu als membres de la tripulació de la coberta inferior del Cerritos, amb Dawnn Lewis, Jerry O'Connell, Fred Tatasciore i Gillian Vigman posant veu als oficials superiors de la nau. El treball en una sèrie animada de Star Trek va començar el juny de 2018. McMahan s'hi va unir com a creador i productor creador aquell octubre, quan Lower Decks va ser encarregat per a dues temporades per All Access. La sèrie està produïda per CBS Eye Animation Productions en associació amb Secret Hideout, Important Science, Roddenberry Entertainment i l'estudi d'animació Titmouse. Aquest últim va començar a treballar el febrer de 2019, i el repartiment principal es va anunciar aquell juliol. La producció de les dues primeres temporades va canviar a teleemissió el març del 2020 a causa de la pandèmia de COVID-19. La sèrie presenta moltes connexions i referències a sèries anteriors de "Star Trek". 
Star Trek: Lower Decks es va estrenar a CBS All Access el 6 d'agost de 2020, i la seva primera temporada de 10 episodis, es va estrenar setmanalment fins a l'octubre de 2020. La segona temporada es va estrenar a Paramount+ d'agost a octubre de 2021, una tercera temporada es va estrenar d'agost a octubre de 2022, una quarta temporada es va estrenar de setembre a novembre de 2023, i una cinquena i última temporada es va estrenar d'octubre a desembre de 2024. La sèrie ha rebut crítiques positives i diversos reconeixements, incloent-hi tres nominacions als Premis Primetime Creative Arts Emmy.

## Premissa
Star Trek: Lower Decks està ambientada a finals del segle XXIV a l'univers Star Trek, on la Terra forma part de la multiespècie Federació Unida de Planetes. La divisió militar i d'exploració de la Federació, la Flota Estel·lar, opera una flota de naus espacials que viatgen per la galàxia establint contacte amb races alienígenes; Lower Decks se centra en una de les naus espacials menys importants de la Flota Estel·lar, l'USS Cerritos. A diferència de les sèries anteriors de Star Trek, els personatges principals de la qual solen ser capitans de naus espacials i altres oficials superiors, Lower Decks se centra en les missions i aventures dels "coberts inferiors", oficials de baix rang amb feines subalternes, mentre que el capità i altres oficials superiors apareixen com a personatges secundaris.

## Episodis
| Temporada | Temporada | Episodis | Episodis | Dates d’emissió       | Dates d’emissió        | Dates d’emissió |
| Temporada | Temporada | Episodis | Episodis | Primera emissió       | Última emissió         | Network         |
| --------- | --------- | -------- | -------- | --------------------- | ---------------------- | --------------- |
|           | 1         | 10       | 10       | 6 d'agost de 2020     | 8 d'octubre de 2020    | CBS All Access  |
|           | 2         | 10       | 10       | 12 d'agost de 2021    | 14 d'octubre de 2021   | Paramount+      |
|           | 3         | 10       | 10       | 25 d'agost de 2022    | 27 d'octubre de 2022   | Paramount+      |
|           | 4         | 10       | 10       | 7 de setembre de 2023 | 2 de novembre de 2023  | Paramount+      |
|           | 5         | 10       | 10       | 24 d'octubre de 2024  | 19 de desembre de 2024 | Paramount+      |

### Temporada 1 (2020)
| Núm. total | Núm. de la temporada | Títol                    | Direcció       | Guió                          | Data d'emissió original |
| ---------- | -------------------- | ------------------------ | -------------- | ----------------------------- | ----------------------- |
| 1          | 1                    | «Second Contact»         | Barry J. Kelly | Mike McMahan                  | 6 d'agost de 2020       |
| 2          | 2                    | «Envoys»                 | Kim Arndt      | Chris Kula                    | 13 d'agost de 2020      |
| 3          | 3                    | «Temporal Edict»         | Bob Suarez     | Dave Ihlenfeld & David Wright | 20 d'agost de 2020      |
| 4          | 4                    | «Moist Vessel»           | Barry J. Kelly | Ann Kim                       | 27 d'agost de 2020      |
| 5          | 5                    | «Cupid's Errant Arrow»   | Kim Arndt      | Ben Joseph                    | 3 de setembre de 2020   |
| 6          | 6                    | «Terminal Provocations»  | Bob Suarez     | John Cochran                  | 10 de setembre de 2020  |
| 7          | 7                    | «Much Ado About Boimler» | Barry J. Kelly | M. Willis                     | 17 de setembre de 2020  |
| 8          | 8                    | «Veritas»                | Kim Arndt      | Garrick Bernard               | 24 de setembre de 2020  |
| 9          | 9                    | «Crisis Point»           | Bob Suarez     | Ben Rodgers                   | 1 d'octubre de 2020     |
| 10         | 10                   | «No Small Parts»         | Barry J. Kelly | Mike McMahan                  | 8 d'octubre de 2020     |

### Temporada 2 (2021)
| Núm. total | Núm. de la temporada | Títol                          | Direcció    | Guió                          | Data d'emissió original |
| ---------- | -------------------- | ------------------------------ | ----------- | ----------------------------- | ----------------------- |
| 11         | 1                    | «Strange Energies»             | Jason Zurek | Mike McMahan                  | 12 d'agost de 2021      |
| 12         | 2                    | «Kayshon, His Eyes Open»       | Kim Arndt   | Chris Kula                    | 19 d'agost de 2021      |
| 13         | 3                    | «We'll Always Have Tom Paris»  | Bob Suarez  | M. Willis                     | 26 d'agost de 2021      |
| 14         | 4                    | «Mugato, Gumato»               | Jason Zurek | Ben Rodgers                   | 2 de setembre de 2021   |
| 15         | 5                    | «An Embarrassment of Dooplers» | Kim Arndt   | Dave Ihlenfeld & David Wright | 9 de setembre de 2021   |
| 16         | 6                    | «The Spy Humongous»            | Bob Suarez  | John Cochran                  | 16 de setembre de 2021  |
| 17         | 7                    | «Where Pleasant Fountains Lie» | Jason Zurek | Garrick Bernard               | 23 de setembre de 2021  |
| 18         | 8                    | «I, Excretus»                  | Kim Arndt   | Ann Kim                       | 30 de setembre de 2021  |
| 19         | 9                    | «wej Duj»                      | Bob Suarez  | Kathryn Lyn                   | 7 d'octubre de 2021     |
| 20         | 10                   | «First First Contact»          | Jason Zurek | Mike McMahan                  | 14 d'octubre de 2021    |

### Temporada 3 (2022)
| Núm. total | Núm. de la temporada | Títol                                 | Direcció            | Guió               | Data d'emissió original |
| ---------- | -------------------- | ------------------------------------- | ------------------- | ------------------ | ----------------------- |
| 21         | 1                    | «Grounded»                            | Jason Zurek         | Chris Kula         | 25 d'agost de 2022      |
| 22         | 2                    | «The Least Dangerous Game»            | Michael Mullen      | Garrick Bernard    | 1 de setembre de 2022   |
| 23         | 3                    | «Mining the Mind's Mines»             | Fill Marc Sagadraca | Brian D. Bradley   | 8 de setembre de 2022   |
| 24         | 4                    | «Room for Growth»                     | Jason Zurek         | John Cochran       | 15 de setembre de 2022  |
| 25         | 5                    | «Reflections»                         | Michael Mullen      | Mike McMahan       | 22 de setembre de 2022  |
| 26         | 6                    | «Hear All, Trust Nothing»             | Fill Marc Sagadraca | Grace Parra Janney | 29 de setembre de 2022  |
| 27         | 7                    | «A Mathematically Perfect Redemption» | Jason Zurek         | Ann Kim            | 6 d'octubre de 2022     |
| 28         | 8                    | «Crisis Point 2: Paradoxus»           | Michael Mullen      | Ben Rodgers        | 13 d'octubre de 2022    |
| 29         | 9                    | «Trusted Sources»                     | Fill Marc Sagadraca | Ben M. Waller      | 20 d'octubre de 2022    |
| 30         | 10                   | «The Stars at Night»                  | Jason Zurek         | Mike McMahan       | 27 d'octubre de 2022    |

### Temporada 4 (2023)
| Núm. total | Núm. de la temporada | Títol                                 | Direcció                   | Guió               | Data d'emissió original |
| ---------- | -------------------- | ------------------------------------- | -------------------------- | ------------------ | ----------------------- |
| 31         | 1                    | «Twovix»                              | Barry J. Kelly Jason Zurek | Mike McMahan       | 7 de setembre de 2023   |
| 32         | 2                    | «I Have No Bones Yet I Must Flee»     | Megan Lloyd                | Aaron Burdette     | 7 de setembre de 2023   |
| 33         | 3                    | «In the Cradle of Vexilon»            | Brandon Williams           | Ben Waller         | 14 de setembre de 2023  |
| 34         | 4                    | «Something Borrowed, Something Green» | Bob Suarez                 | Grace Parra Janney | 21 de setembre de 2023  |
| 35         | 5                    | «Empathological Fallacies»            | Megan Lloyd                | Jamie Loftus       | 28 de setembre de 2023  |
| 36         | 6                    | «Parth Ferengi's Heart Place»         | Brandon Williams           | Cullen Crawford    | 5 d'octubre de 2023     |
| 37         | 7                    | «A Few Badgeys More»                  | Bob Suarez                 | Edgar Momplaisir   | 12 d'octubre de 2023    |
| 38         | 8                    | «Caves»                               | Megan Lloyd                | Ben Rodgers        | 19 d'octubre de 2023    |
| 39         | 9                    | «The Inner Fight»                     | Brandon Williams           | Mike McMahan       | 26 d'octubre de 2023    |
| 40         | 10                   | «Old Friends, New Planets»            | Bob Suarez                 | May Darmon         | 2 de novembre de 2023   |

### Temporada 5 (2024)
| Núm. total | Núm. de la temporada | Títol                          | Direcció         | Guió                    | Data d'emissió original |
| ---------- | -------------------- | ------------------------------ | ---------------- | ----------------------- | ----------------------- |
| 41         | 1                    | «Dos Cerritos»                 | Megan Lloyd      | Aaron Burdette          | 24 d'octubre de 2024    |
| 42         | 2                    | «Shades of Green»              | Bob Suarez       | Keith Foglesong         | 24 d'octubre de 2024    |
| 43         | 3                    | «The Best Exotic Nanite Hotel» | Brandon Williams | Stephanie Amante-Ritter | 31 d'octubre de 2024    |
| 44         | 4                    | «A Farewell To Farms»          | Megan Lloyd      | Diana Tay               | 7 de novembre de 2024   |
| 45         | 5                    | «Starbase 80?!»                | Bob Suarez       | May Darmon              | 14 de novembre de 2024  |
| 46         | 6                    | «Of Gods and Angles»           | Brandon Williams | Aaron Burdette          | 21 de novembre de 2024  |
| 47         | 7                    | «Fully Dilated»                | Megan Lloyd      | Andrew Mueth            | 28 de novembre de 2024  |
| 48         | 8                    | «Upper Decks»                  | Bob Suarez       | Cullen Crawford         | 5 de desembre de 2024   |
| 49         | 9                    | «Fissure Quest»                | Brandon Williams | Lauren McGuire          | 12 de desembre de 2024  |
| 50         | 10                   | «The New Next Generation»      | Megan Lloyd      | Mike McMahan            | 19 de desembre de 2024  |

## Repartiment i personatges
- Tawny Newsome com a Beckett Mariner:
Una alferes humana a bord de l'USS Cerritos i filla de la capitana Freeman.[1][3] Newsome va descriure Mariner com una persona irreverent que trenca les normes i que ha estat degradada diverses vegades, tot i que en realitat és "molt bona en tot allò relacionat amb la Flota Estel·lar".[4] És ascendida a tinent (grau júnior) a la quarta temporada.[5] El personatge porta el nom de la germana del productor creador Mike McMahan, Beckett Mariner McMahan.[6]
- Jack Quaid com a Brad Boimler:
Un alferes humà a bord de la Cerritos,[1] Boimler és un purista de les normes i haurà d'aprendre a improvisar si vol convertir-se en capità algun dia.[7] És ascendit a tinent (grau júnior) a la quarta temporada.[5] Quaid va dir que el personatge "aconseguiria la part escrita de l'examen de conduir amb nota, però un cop arribés a ser al cotxe, seria un desastre total".[4]
- Noël Wells com a D'Vana Tendi:
Un alferes d'orió a la infermeria a bord del Cerritos,[7][8] La Tendi és una gran fan de la Flota Estel·lar,[7] i està encantada de ser en una nau estel·lar. És nova a la "Cerritos" al principi de la sèrie i ajuda a introduir el públic a l'escenari i els personatges. McMahan va dir que actuaria com Tendi si mai treballés en una nau estel·lar.[4] És ascendida a tinent (grau júnior) a la quarta temporada.[5]
- Eugene Cordero com a Sam Rutherford:
Un alferes humà a bord de la Cerritos,[1][9] Rutherford s'està adaptant a un nou implant cíborg.[7] McMahan va comparar Rutherford amb el personatge de Star Trek: La nova generació Geordi La Forge, dient que tots dos són "increïbles en coses d'enginyeria", però Rutherford no sempre resol el problema com Geordi perquè encara està aprenent.[4] És ascendit a tinent (grau júnior) a la quarta temporada.[5]
- Dawnn Lewis com a Carol Freeman:
Capitana humana de la Cerritos i mare de Mariner.[1] McMahan la va descriure com una capitana de la Flota Estel·lar capaç, la nau de la qual no és gaire important.[10] Inicialment, Freeman no vol que Mariner estigui a la Cerritos i busca una raó per transferir-la a una altra nau,[3] però al llarg de la sèrie la parella s'apropa més a mesura que descobreixen coses que tenen en comú.[11]
- Jerry O'Connell com a Jack Ransom:
El primer oficial humà dels Cerritos a qui McMahan va comparar amb William T. Riker de La nova generació, si estigués prenent speed i tingués menys vergonya.[1][4]
- Fred Tatasciore com a Shaxs:
Un oficial tàctic bajorà a bord de la Cerritos.[1][4] Shaxs mor sacrificant-se per Rutherford al final de la primera temporada,[12] però torna a la vida a la segona temporada en una història que juga amb les nombroses vegades i maneres en què els personatges han ressuscitat en sèries anteriors de Star Trek.[13]
- Gillian Vigman com a T'Ana:
Una doctora caitiana i cap mèdica a bord de la Cerritos.[1] McMahan la va descriure com una "bona doctora, però és una gata desagradable". Incloure una caitiana a la sèrie és una referència a Star Trek: La sèrie animada que també presenta un membre d'aquesta espècie, M'Ress.[10]

## Producció

### Desenvolupament
El juny de 2018, després de convertir-se en l'únic productor creador de la sèrie Star Trek: Discovery, Alex Kurtzman va signar un contracte global de cinc anys amb CBS Television Studios per expandir la franquícia Star Trek més enllà de Discovery a diverses sèries, minisèries i sèries animades noves. Aaron Baiers de la productora de Kurtzman, Secret Hideout, va portar Mike McMahan —el guionista principal de la popular comèdia animada Rick and Morty— a una reunió general sobre l'animació a Star Trek. Baiers i McMahan havien estat assistents de televisió junts quan McMahan dirigia el compte de fans de Twitter @TNG_S8, suggerint històries per a una teòrica vuitena temporada de Star Trek: La nova generació. A McMahan li van preguntar quina seria la sèrie "Star Trek" dels seus somnis, i va proposar una sèrie que seguís "les persones que posen el cartutx groc al replicador d'aliments perquè un plàtan pugui sortir per l'altre extrem".

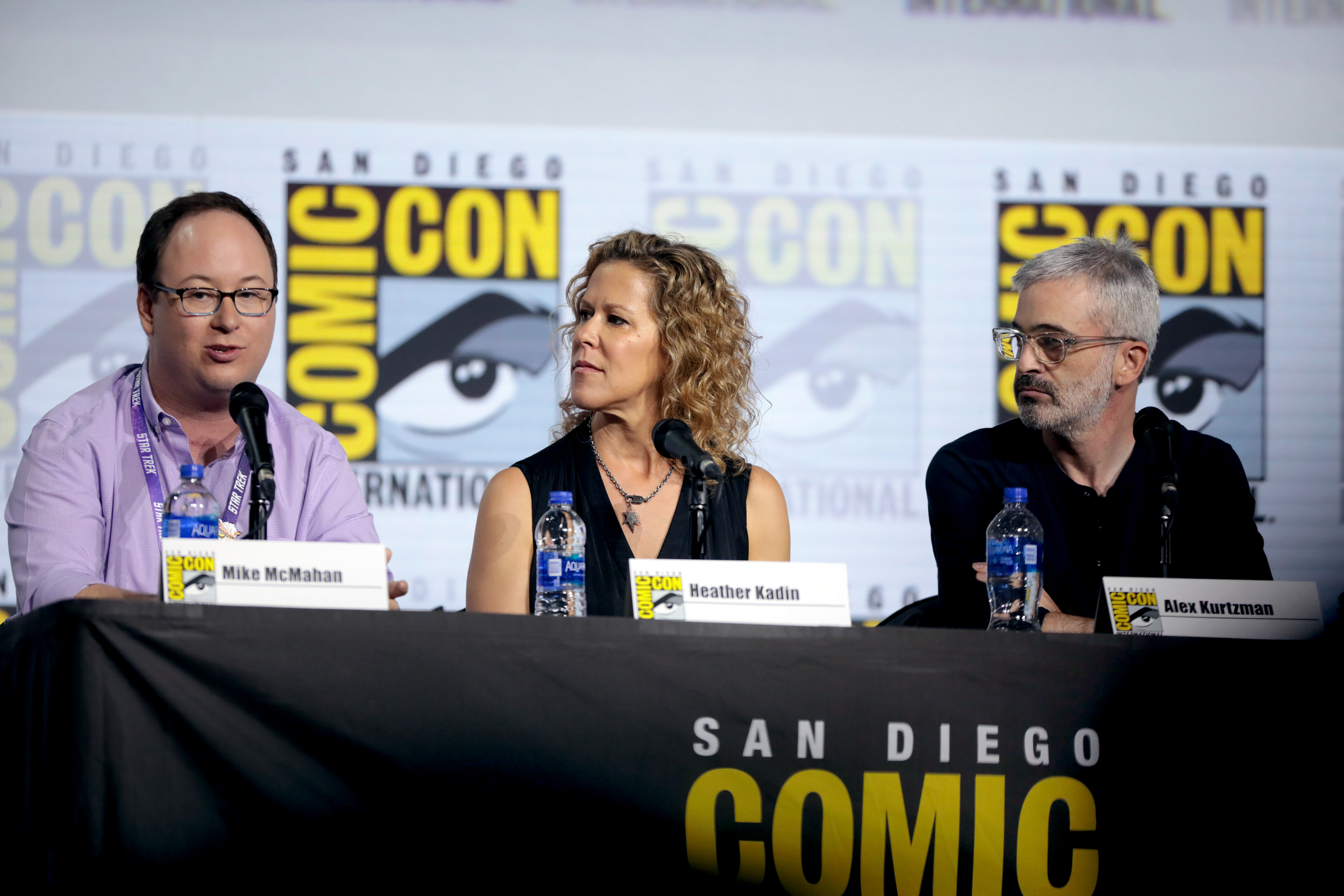
(D'esquerra a dreta) El creador i productor Mike McMahan promocionant "Lower Decks" a la San Diego Comic-Con de 2019 amb els productors executius Heather Kadin i Alex Kurtzman

Després que McMahan conquistés els executius amb la seva proposta inicial, Secret Hideout va tirar endavant amb la sèrie. Es va comercialitzar a diferents plataformes i xarxes abans de ser escollida per CBS All Access, el servei de streaming que llançava Discovery, que va encarregar oficialment dues temporades el 25 d'octubre de 2018. Titulada Star Trek: Lower Decks, va ser la primera sèrie animada original del servei i la primera sèrie animada de Star Trek des de Star Trek: La sèrie animada el 1973-1974. McMahan havia de crear, escriure i ser productor executiu juntament amb Kurtzman, Heather Kadin de Secret Hideout, Rod Roddenberry (fill del creador de Star Trek, Gene Roddenberry) i Trevor Roth de Roddenberry Entertainment, i la veterana executiva d'animació convertida en productora Katie Krentz de la recentment formada CBS Eye Animation Productions. El gener de 2019, Kurtzman va dir que la sèrie no seria "Rick and Morty" al món de Star Trek" i que tindria el seu propi to, però que "enfocaria una mica més a l'edat adulta". Al juliol, McMahan va dir que la primera temporada de Star Trek: Lower Decks constava de 10 episodis i s'estrenaria el 2020.
A finals de març de 2020, el treball a la sèrie es feia de forma remota. a causa de la pandèmia de  COVID-19 que obliga el personal a treballar des de casa. Al maig, McMahan va dir que l'animació era "excepcionalment adequada per a aquest moment", ja que els animadors de la sèrie podien continuar treballant-hi des de casa. Al juliol, All Access va programar l'estrena de la sèrie a l'agost de 2020. El servei de streaming va ser rebatejat com a Paramount+ el 2021. Una tercera temporada es va encarregar a l'abril abans de l'estrena de la segona temporada aquell agost. La tercera temporada es va confirmar per a un llançament a finals de 2022 quan una quarta temporada es va encarregar al gener de 2022, i la quarta temporada es va confirmar per a un llançament a mitjans de 2023 quan es va encarregar una cinquena temporada al març de 2023. Aquell octubre, McMahan va dir que volia continuar fent la sèrie, però que no es garantien més temporades més enllà de la cinquena, sobretot després que Paramount+ cancel·lés la sèrie animada Star Trek: Prodigy i confirmés les temporades finals de Discovery i Star Trek: Picard. Estava obert a continuar la sèrie en altres mitjans, com ara pel·lícules, còmics, llibres i videojocs. L'abril de 2024, Paramount va confirmar que la cinquena temporada seria l'última de la sèrie. McMahan i Kurtzman van expressar la seva esperança que les històries dels personatges continuessin més enllà del final de la sèrie.